# Noord-Melanesische rupsvogel
De Noord-Melanesische rupsvogel (Coracina welchmani) is een rupsvogel die endemisch is op de Salomonseilanden in Melanesië. Deze vogel is genoemd naar de Britse missionaris Henry Palmer Welchman (1850-1908).

## Verspreiding en leefgebied
De soort komt voor op de noordelijke en centrale Salomonseilanden en telt vier ondersoorten:
- C. w. bougainvillei: Bougainville.
- C. w. kulambangrae: New Georgia.
- C. w. welchmani: Santa Isabel.
- C. w. amadonis: Guadalcanal.

## Status
De grootte van de populatie is niet gekwantificeerd maar de soort wordt omschreven als schaars tot zeldzaam. Op de Rode lijst van de IUCN heeft deze soort de status niet bedreigd.